# Meikeng
Meikeng är en köping i sydöstra Kina. Den ligger i Xinfeng härad i staden Shaoguan i provinsen Guangdong, omkring 130 kilometer nordost om provinshuvudstaden Guangzhou. Antalet invånare är 17 440. Befolkningen består av 8 494 kvinnor och 8 946 män. Barn under 15 år utgör 21,0 %, vuxna 15-64 år 66 %, och äldre över 65 år 12,0 %.